# Melinda chuanbeiensis
Melinda chuanbeiensis är en tvåvingeart som beskrevs av Chen och Fan 1993. Melinda chuanbeiensis ingår i släktet Melinda och familjen spyflugor.
Artens utbredningsområde är Sichuan (Kina). Inga underarter finns listade i Catalogue of Life.